# دوغلاس دودسون
دوغلاس دودسون (بالإنجليزية: Douglas Dodson)‏ هو مدرب خيول وفارس أمريكي، ولد في 21 ديسمبر 1921 في Pickardville ‏ في كندا، وتوفي في 1982.